# Stéphane Gorrias
Stéphane Gorrias, né le 13 janvier 1971 à Toulouse, est un Mandataire judiciaire français. Il est le fondateur et gérant de l’étude BTSG, connue pour ses interventions dans de nombreux dossiers sensibles comme SeaFrance, les librairies Chapitre ou le groupe Doux.

## Débuts
Titulaire d'un diplôme de Juriste conseil d'entreprise et d'un DESS de Droit des affaires, Stéphane Gorrias est également diplômé de business law à l'université de Berkeley, en Californie.
Il commence sa carrière en 1996 en tant que stagiaire mandataire en l’étude de maître Clanet. En 2000, il intègre le groupe Pechiney et exerce la fonction de directeur des ressources humaines à l’usine de Saint-Jean-de-Maurienne (Savoie). De 2003 à 2006, Il exerce en qualité de mandataire judiciaire associé de la Selafa MJA auprès du tribunal de commerce de Paris. Il décide ensuite de se spécialiser dans le traitement des entreprises en difficultés et crée sa propre étude de mandataire judiciaire, la SCP BTSG, qui compte une cinquantaine de salariés. 
Il se voit confier des redressements ou des liquidations judiciaires sensibles et exposées publiquement, comme les dossiers de Seafrance, des librairies Chapitre, du groupe Doux, ou encore de Bygmalion.

## Autres fonctions
Stéphane Gorrias enseigne à l’Université de Paris I Panthéon-Sorbonne et publie régulièrement des articles dans des revues spécialisées telles que la Revue des Procédures Collectives et la Gazette des procédures collectives.
Organisateur des Entretiens annuels de la Sauvegarde, il est l'ancien président de l'IFPPC (Institut français des praticiens des procédures collectives).

## Publications
- 2011 : Le régime de la prévention et du traitement des difficultés des entreprises, lgdj (avec Bertrand Biette)[1].